# Vikingstads socken
Vikingstads socken i Östergötland ingick i Valkebo härad, ingår sedan 1971 i Linköpings kommun och motsvarar från 2016 Vikingstads distrikt.
Socknens areal är 38,26 kvadratkilometer, varav 38,15 land. År 2000 fanns här 2 001 invånare. En del av tätorten Vikingstad samt sockenkyrkan Vikingstads kyrka som ligger tre kilometer söder om tätorten ligger i socknen. 

## Administrativ historik
Vikingstads socken har medeltida ursprung. 1786 införlivades Rakereds församling (jordebokssocknen införlivades 1892) och socknen benämndes sedan under tiden mellan 1786 och 1900 Vikingstad med Rakeryds socken.
Vid kommunreformen 1862 övergick socknens ansvar för de kyrkliga frågorna till Vikingstads församling och för de borgerliga frågorna till Vikingstads landskommun. Landskommunen inkorporerades 1952 i Norra Valkebo landskommun och ingår sedan 1971 i Linköpings kommun. Församlingen utökades 2006.
1 januari 2016 inrättades distriktet Vikingstad, med samma omfattning som församlingen hade 1999/2000.  
Socknen har tillhört samma fögderier och domsagor som Valkebo härad.  De indelta soldaterna tillhörde  Första livgrenadjärregementet, Stångebro kompani och Andra livgrenadjärregementet, Vestanstångs kompani.

## Geografi
Vikingstads socken ligger sydväst om Linköping. Socknen är en slättbygd på Östgötaslätten i norr och är en skogsbygd i söder.
Socken består av flera mindre byar och större gårdar, bland andra Rakered, Gismestad, Gustad, Skölstad, Tillorp, Brink, Nybble, Kvarstad, Boo, Gunnorp. Gården Bankeberg blev stationssamhälle och bytte 1927 namn till Vikingstad.

## Fornlämningar

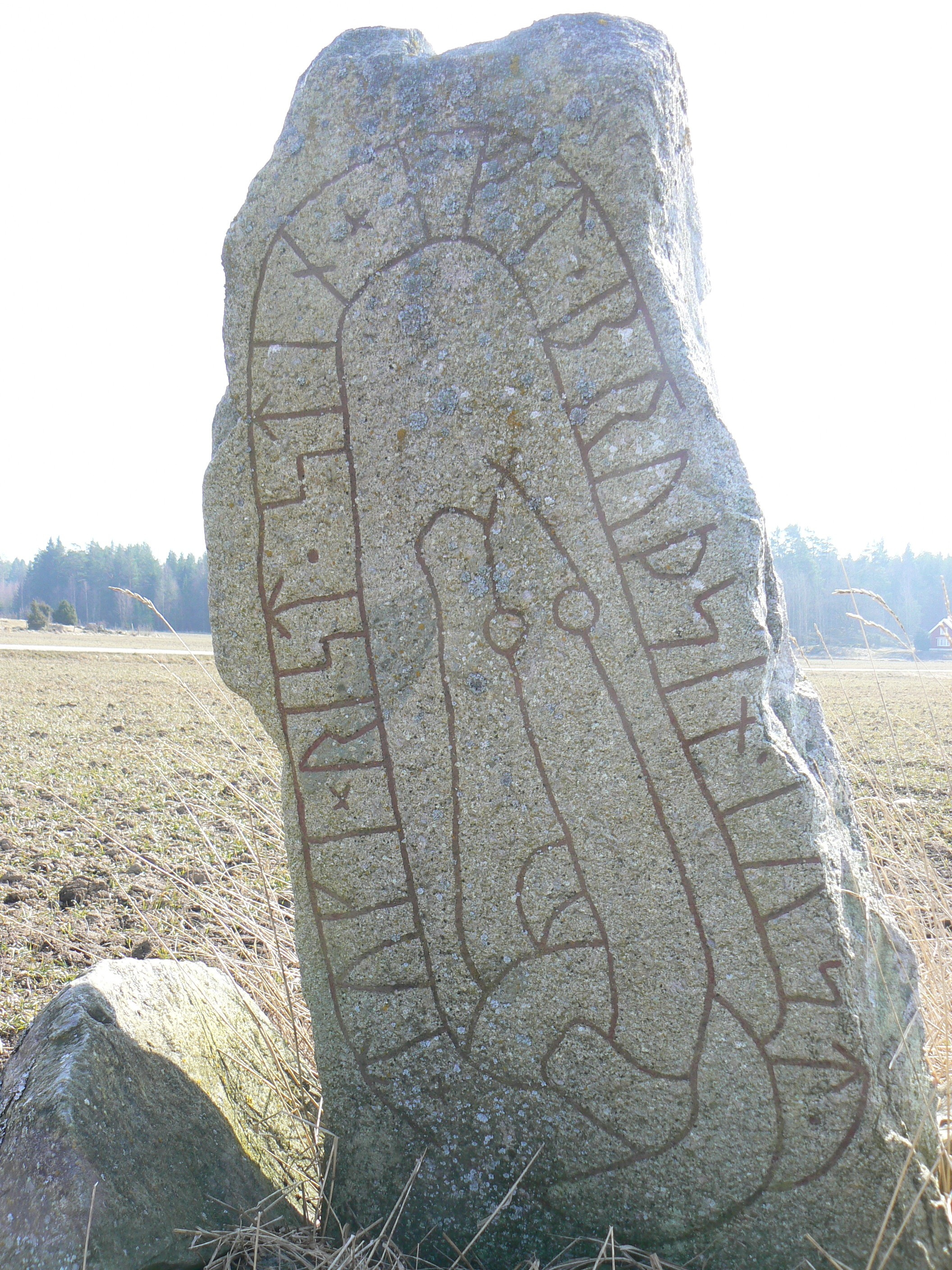
Östergötlands runinskrifter 189 vid Bo

Kända från socknen är stensättningar från bronsåldern samt 27 gravfält och stensträngar från järnåldern. Sex runristningar är antecknade.

## Namnet
Namnet (1317, Vikyngstathom) kommer från en bebyggelse vid kyrkan. Förleden är mansnamnet Viking. Efterleden är sta(d), 'plats'.

### Fotnoter
1. 1 2  Svensk Uppslagsbok Vikingstads socken
2. 1 2  Harlén, Hans; Harlén Eivy (2003). Sverige från A till Ö: geografisk-historisk uppslagsbok. Stockholm: Kommentus. Libris 9337075. ISBN 91-7345-139-8
3. ↑  ”Församlingar”. Statistiska centralbyrån. https://www.scb.se/hitta-statistik/regional-statistik-och-kartor/regionala-indelningar/forsamlingar/. Läst 30 december 2022.
4. ↑  Administrativ historik för Vikingstad socken (Klicka på församlingsposten). Källa: Nationella arkivdatabasen, Riksarkivet.
5. 1 2  Sjögren, Otto (1931). Sverige geografisk beskrivning del 2 Östergötlands, Jönköpings, Kronobergs, Kalmar och Gotlands län. Stockholm: Wahlström & Widstrand. Libris 9939
6. 1 2  Nationalencyklopedin
7. ↑  Fornlämningar, Statens historiska museum: Vikingstads socken
8. ↑  Fornminnesregistret, Riksantikvarieämbetet: Vikingstads socken Fornminnen i socknen erhålls på kartan genom att skriva in sockennamn (utan "socken") i "Ange geografiskt område"
9. ↑  Mats Wahlberg, red (2003). Svenskt ortnamnslexikon. Uppsala: Institutet för språk och folkminnen. Libris 8998039. ISBN 91-7229-020-X. https://isof.diva-portal.org/smash/get/diva2:1175717/FULLTEXT02.pdf